# Quartier de la Madeleine d'Évreux
 (avril 2025).
La mise en forme du texte ne suit pas les recommandations de Wikipédia : il faut le « wikifier ».
Les points d'amélioration suivants sont les cas les plus fréquents. Le détail des points à revoir est peut-être précisé sur la page de discussion.
- Les titres sont pré-formatés par le logiciel. Ils ne sont ni en capitales, ni en gras.
- Le texte ne doit pas être écrit en capitales (les noms de famille non plus), ni en gras, ni en italique, ni en « petit »…
- Le gras n'est utilisé que pour surligner le titre de l'article dans l'introduction, une seule fois.
- L'italique est rarement utilisé : mots en langue étrangère, titres d'œuvres, noms de bateaux, etc.
- Les citations ne sont pas en italique mais en corps de texte normal. Elles sont entourées par des guillemets français : « et ».
- Les listes à puces sont à éviter, des paragraphes rédigés étant largement préférés. Les tableaux sont à réserver à la présentation de données structurées (résultats, etc.).
- Les appels de note de bas de page (petits chiffres en exposant, introduits par l'outil «  Source ») sont à placer entre la fin de phrase et le point final[comme ça].
- Les liens internes (vers d'autres articles de Wikipédia) sont à choisir avec parcimonie. Créez des liens vers des articles approfondissant le sujet. Les termes génériques sans rapport avec le sujet sont à éviter, ainsi que les répétitions de liens vers un même terme.
- Les liens externes sont à placer uniquement dans une section « Liens externes », à la fin de l'article. Ces liens sont à choisir avec parcimonie suivant les règles définies. Si un lien sert de source à l'article, son insertion dans le texte est à faire par les notes de bas de page.
- La présentation des références doit suivre les conventions bibliographiques. Il est recommandé d'utiliser les modèles {{Ouvrage}}, {{Chapitre}}, {{Article}}, {{Lien web}} et/ou {{Bibliographie}}. Le mode d'édition visuel peut mettre en forme automatiquement les références.
- Insérer une infobox (cadre d'informations à droite) n'est pas obligatoire pour parachever la mise en page.

Pour une aide détaillée, merci de consulter Aide:Wikification.
Si vous pensez que ces points ont été résolus, vous pouvez retirer ce bandeau et améliorer la mise en forme d'un autre article.
Le quartier de la Madeleine se situe à Évreux dans le département de l'Eure en Normandie en France. Il compte plus de 9 800 habitants. Il s'agit d'un regroupement d'ancien village aujourd'hui quartier populaire.

## Histoire
Les premières trace du village de la Madeleine daterait du XIIIe siècle. Au XVIIIe siècle, le château de Trangis est construit, à l'ouest de l'actuel quartier.
En 1830, un combat relaté par Jean de La Varende se déroule à la Madeleine entre les troupes restés fidèles à Charles X et celle de Louis-Philippe.
En 1911, la prison d'Évreux y est construite. Elle est le lieu de détention de Jacques Mesrine dans les années 1970.
En 1952 est aménagé le village de la Forêt d’inspiration canadienne, un sentier pédestre à l'ouest du quartier. En 1955-1957, l'architecte Pierre Dupont reconstruit l'église de la Madeleine.
Dans les années 1950-1970, des habitations à loyer modéré y sont bâties,,.
En 1984, la communauté charismatique catholique de la pain de vie fonde un dispensaire dans le quartier.
En 1989-1995, y est organisé l'apostolat et le dialogue interreligieux à la Madeleine avec Jacques Gaillot.
En 2005, le quartier est secoué par des émeutes.
En 2007, le centre catholique diocésain Saint-Jean y est construit.
En 2014, le quartier est classé prioritaire. Il compte 9 449 habitants en 2018 avec un taux de pauvreté de 54 %. En 2020, le quartier est peuplé de 9 845 personnes, en légère baisse, mais avec un taux de pauvreté en nette hausse, à 58 %.
En 2020, plusieurs des accusés de l'assassinat de Samuel Paty, dont le tueur, sont originaires du quartier de la Madeleine

## Sites remarquables
- Église de la Madeleine à Évreux, dépendant de la paroisse de la Madeleine Nétreville
- Château de Trangis
- Institut Notre-Dame Saint-François
- Base aérienne 105